# Ponte Pietro Nenni
Il Ponte Pietro Nenni è un ponte sul fiume Tevere a Roma, che collega il lungotevere Arnaldo da Brescia al lungotevere Michelangelo, rispettivamente nel quartiere Flaminio e nel rione Prati.

## Descrizione
Progettato dall'architetto Luigi Moretti e dall'ingegnere Silvano Zorzi, fu costruito tra il 1969 e il 1972 e inaugurato nel 1980; fu dedicato a Pietro Nenni, leader socialista morto un mese prima dell'inaugurazione. È comunemente detto anche «ponte della metropolitana» poiché percorso dalla linea A della metropolitana di Roma, di cui costituisce l'unico tratto in superficie: i binari emergono all'altezza di via Cesare Beccaria e ridiscendono sotto il piano stradale sulla sponda opposta, fra viale Giulio Cesare e via degli Scipioni. Ai due lati dei binari sono presenti corsie di traffico veicolare.
Il ponte si sviluppa su tre campate in cemento armato precompresso per una lunghezza complessiva di circa 121 metri.